# چکش کن
«چِکِش کن» (به انگلیسی: Check on It) تک‌آهنگی از هنرمند اهل ایالات متحده آمریکا بیانسه، است که در سال ۲۰۰۵ میلادی منتشر شد.
این تک‌آهنگ در چارت‌های ، نیوزلند، در رتبه اول و در چارت‌های ، دانمارک، فنلاند، فلاندرز، ایرلند، سوئیس، نروژ، جزو ده ترانه اول قرار گرفت.